# Sofía Rhei
Sofía Rhei (Madrid, 1978) es una escritora y poeta experimental española.

## Biografía
Licenciada en Bellas Artes por la Universidad de Castilla-La Mancha, y D.E.A. por la Universidad Complutense de Madrid. Ha publicado varias obras de poesía y narrativa, ha recibido diversos premios por su labor poética y ha aparecido en antologías de poesía española actual como Antolojaja, Todo es poesía menos la poesía y Aldea poética III, Mujeres al borde de un ataque de versos/Donne sull'orlo di una crisi di versi.

## Obra

### Poesía
- Las flores de alcohol. La Bella Varsovia. Córdoba, 2005. ISBN 84-609-7910-5
- Química. El Gaviero, Ediciones.Almería, 2007. ISBN 978-84-935544-6-0
- Otra explicación para el temblor de las hojas. Ayuntamiento de Granada. Granada, 2008. ISBN 84-87713-90-3
- Alicia volátil. El cangrejo pistolero. Sevilla, 2010.
- La simiente de la luz. Lapsus Calami. Madrid, 2013. ISBN 84-15786-31-3
- La belleza de la bestia. Ilustraciones de Fadrique González. Madrid, 2015. ISBN 84-15786-65-8

### Narrativa
- Las ciudades reversibles. UCLM, 2008. ISBN 978-84-935-8600-3
- Flores de sombra. Ediciones Alfaguara, 2011. ISBN 978-84-204-0692-3
- Fairy Link y el secuestro de piscis. Ediciones Alfaguara, 2011. ISBN 978-84-204-0575-9
- Cuentos y leyendas de objetos mágicos. Anaya infantil y juvenil, 2011. ISBN 978-84-667-9516-6
- Savia negra. Autopublicado, 2012.  ASIN B008CTCTWS
- El joven Moriarty. El misterio del Dodo. Ediciones Nevsky, 2013. ISBN 978-84-939-3795-9
- El joven Moriarty y la planta carnívora. Ediciones Nevsky, 2013. ISBN 978-84-939-3797-3
- El joven Moriarty y los misterios de Oxford. Ediciones Nevsky, 2015. ISBN 978-84-941-6378-4
- Los hermanos Mozart, El reino secreto. Díquesí  Ediciones, 2015. ISBN 978-84-941-6158-2
- La belleza de la bestia. Lapsus Calami, 2015. ISBN 978-84-157-8665-8
- El joven Moriarty y la ciudad de las nubes. Ediciones Nevsky, 2016. ISBN 978-84-944-5554-4
- Róndola. Planeta, 2016. ISBN 978-84-450-0395-4[1]
- Cómo tener ideas. Narval, 2016. ISBN 978-84-9446-424-9
- Espérame en la última página. Plaza y Janés, 2017. ISBN 978-84-010-1885-5
- Domori. Editorial Cerbero, 2017. ISBN 978-84-9464-224-1
- Picores y dolores de todos los colores. Tekman Books, 2017. ISBN 978-84-168-6053-1
- El pájaro de Fuego. Nevsky, 2017. ISBN 978-84-945-9132-7
- El bosque profundo. Aristas Martínez, 2018. ISBN 978-84-947-0498-7
- Oculi Arboris. Editorial Cerbero, 2018. ISBN 978-84-948-6707-1
- La importancia del 15 de febrero. Plaza y Janés, 2019. ISBN 978-84-010-2268-5
- Everything is made of letters. Aqueduct Press, 2019. ISBN 978-16-1976-149-0
- Los sospechosos más listos del mundo. Fiction Express, 2020. ISBN 978-84-187-8569-6
- Newropía. Ediciones Minotauro, 2020. ISBN 978-84-450-0847-8
- ¡Qué horror de vecinos!. Edebé, 2021. ISBN 978-84-683-5345-6
- La máquina de los deseos. Aristas Martínez, 2021. ISBN 978-84-124-3531-3
- Pan para los fantasmas. Fiction Express, 2021. ISBN 978-84-187-8546-7
- Los verdaderos secretos de mi misteriosa familia. Tekman, 2022. ISBN 978-84-184-2249-2
- Cómo planificar una novela. Molpe Ediciones, 2022. ISBN 978-84-125411-0-6
- La mirada del agua. Fiction Express, 2022. ISBN 978-84-194-0011-6
- El cofre del agujero del árbol. Fiction Express, 2022
- El rostro que te di. Loqueleo, 2023
- El libro antiaburrimiento especial videojuegos (como Luke Clover). Destino, 2023. ISBN 978-84-082-7186-4
- El libro antiaburrimiento especial manga (como Luke Clover). Destino, 2023. ISBN 978-8408271871
- El libro antiaburrimiento especial superhéroes (como Luke Clover). Destino, 2023. ISBN 978-84-082-7185-7

## Premios
- IV Premio Zaidín de Poesía Javier Egea.
- Premio Celsius a la mejor novela de ciencia ficción y fantasía, 2017.
- Premio Kelvin 505 a la mejor novela original en castellano, 2021.[2]